# Ромашкинское (сельское поселение, Удмуртия)
Ромашкинское — упразднённое муниципальное образование со статусом сельского поселения в составе Алнашского района Удмуртии.
Административный центр — село Алнаши (в состав муниципального образования не входило).
Законом Удмуртской Республики от 23 апреля 2021 года № 27-РЗ к 9 мая 2021 года упразднено в связи с преобразованием муниципального района в муниципальный округ.

## Географические положение
Находится в центральной части района, вокруг Алнашского сельского поселения и граничит:
- на западе с Староутчанским сельским поселением и Граховским районом
- на севере с Удмурт-Тоймобашским сельским поселением
- на востоке с Республикой Татарстан и Азаматовским сельским поселением
- на юге с Кузебаевским, Техникумовским, Асановским и Байтеряковским сельскими поселениями

Общая площадь поселения — 14696 гектар, из них сельхозугодья — 10730 гектар.

## История
Образовано в 2004 году в результате реформы местного самоуправления.

## Население
| 2008  | 2010  | 2012  | 2013  | 2014  | 2015  |
| ----- | ----- | ----- | ----- | ----- | ----- |
| 1994  | ↘1731 | ↘1710 | ↘1675 | ↘1666 | ↗1686 |
| 2016  | 2017  | 2018  | 2019  | 2020  | 2021  |
| ↗1702 | ↘1683 | ↘1657 | ↗1679 | ↗1681 | ↗1851 |

Из 2023 человек проживавших в 2007 году, 404 — пенсионеры и 532 — дети и молодёжь до 18 лет. 169 человек работали в бюджетной сфере и 34 — были зарегистрированы безработными.

## Состав сельского поселения
| №  | Населённый пункт   | Тип населённого пункта | Население |
| -- | ------------------ | ---------------------- | --------- |
| 1  | Абышево            | деревня                | ↘20       |
| 2  | Бокай              | деревня                | ↘21       |
| 3  | Варзи-Шудья        | деревня                | →0        |
| 4  | Верхние Алнаши     | деревня                | ↘43       |
| 5  | Верхний Утчан      | деревня                | ↗163      |
| 6  | Дятлево            | деревня                | ↘156      |
| 7  | Игенче             | деревня                | ↘12       |
| 8  | Казаково           | деревня                | →278      |
| 9  | Мукшур             | деревня                | →112      |
| 10 | Новый Утчан        | деревня                | ↘299      |
| 11 | Ромашкино          | деревня                | →128      |
| 12 | Серп               | деревня                | ↘92       |
| 13 | Старая Шудья       | деревня                | ↗283      |
| 14 | Татарский Тоймобаш | деревня                | ↘79       |
| 15 | Шишкино            | деревня                | ↘24       |